# Chiafalo v. Washington
Chiafalo v. Washington was een zaak die in 2020 diende voor het Amerikaanse Hooggerechtshof. De zaak draaide om de vraag of staten kunnen afdwingen dat door hen benoemde kiesmannen in het Kiescollege in lijn stemmen met de uitslag in die staat bij het kiezen van een nieuwe president. De directe aanleiding hiervoor was een aantal kiesmannen die tijdens de presidentsverkiezingen in 2016 een stem uitbracht op een alternatieve kandidaat. Het Hooggerechtshof oordeelde dat staten in hun recht staan om dit te verhinderen.

## Achtergrond

### Voorgeschiedenis
Tijdens de Amerikaanse presidentsverkiezingen kiezen burgers niet rechtstreeks de president. In elke staat staan een aantal kiesmannen op het spel. Zij brengen vervolgens hun stem uit om een presidentskandidaat, in lijn met de uitslag in hun staat. Personen die daarvan afwijken worden aangeduid als "trouweloze kiesman"(in het Engels: faithless elector). Dit verschijnsel komt niet vaak voor aangezien de kiesmannen vaak afkomstig zijn uit het partijestablishment. Driekwart van de staten hebben wetten die moeten voorkomen dat kiesmannen een afwijkende keuze maken.
In 1952 diende de zaak Ray v. Blair. In de staat Alabama weigerde een potentiële kandidaat de eed af te leggen waarbij hij beloofde om zijn stem uit te brengen op de presidentskandidaat die in Alabama de verkiezingen won. Deze kandidaat beriep zich op artikel 2 van de Grondwet waar staat dat kiesmannen "mogen stemmen zoals zij willen". Het Hooggerechtshof oordeelde echter dat het nergens staten werd verboden om van aan te kiesmannen te verlangen dat zij een eed zouden afleggen met betrekking tot hun stemgedrag.

### Amerikaanse presidentsverkiezingen 2016
De kwestie werd weer actueel in 2016 nadat Donald Trump Hillary Clinton had verslagen bij de presidentsverkiezingen. Van verschillende kanten werden de kiesmannen opgeroepen in lijn met hun geweten te stemmen. Kiesmannen met een Democratische achtergrond werd opgeroepen op een alternatieve Republikeinse kandidaat te stemmen in de hoop dat Republikeinse kiesmannen hun voorbeeld zouden volgen waardoor niet Trump, maar een andere Republikein werd gekozen.
Zes kiesmannen brachten uiteindelijk een stem uit op een alternatieve kandidaat, waaronder twee Republikeinen. In de staat Washington kregen vier "trouweloze kiesmannen" een boete opgelegd van duizend dollar, zoals per wet was vastgelegd. Drie kiesmannen gingen tegen de beslissing in beroep met als argumentatie dat de staat na hun benoeming geen recht meer had om te bepalen wat zij moesten stemmen onder het twaalfde amendement op de Amerikaanse grondwet. Het Hooggerechtshof van de staat Washington bepaalde dat de boete terecht was aangezien de kiesmannen hun stemrecht ontleenden aan de staat en geen persoonlijke aanspraak konden maken op die stem.
In Colorado dreigden ook twee kiesmannen op een alternatieve kandidaat te stemmen. Zij zagen daar vanaf, maar de kiesman Micheal Baca besloot wel voor een alternatieve kandidaat te stemmen. Hij stemde voor John Kasich als president. Voordat hij zijn keuze voor vicepresident kon maken werd zijn stem door de minister van Binnenlandse Zaken van Colorado Wayne Williams ongeldig verklaard. In Baca's plaats werd een nieuwe kiesman benoemd die vervolgens zijn stem uitbracht op het duo Clinton-Kaine, die de verkiezingen in de staat hadden gewonnen.
Beide zaken kwamen via de verschillende lagere gerechtshoven terecht bij het Hooggerechtshof. Daar werden zij gebundeld en onder de naam Chiafalo v. Washington behandeld (Peter Bret Chiafalo was een van de kiesmannen uit Washington die de zaak aanspande). Voorafgaand aan de zaak trok rechter Sonia Sotomayor zich terug omdat zij in het verleden bevriend was geweest met een van de trouweloze kiesmannen. Zij stemde wel mee, maar hield zich buiten de hoorzitting en beraadslagingen.
De rechtszaak werd met veel aandacht gevolgd door zowel het Republikeinse als Democratische kamp. Trouweloze kiesmannen hebben nooit de doorslag gegeven bij verkiezingen, maar dit zou makkelijk kunnen wanneer de uitslag dicht bij elkaar lag.

### Uitspraak Hooggerechtshof
Het Hooggerechtshof bevestigde unaniem de beslissing van de lagere rechtbanken dat staten in hun recht stonden om af te dwingen dat kiesmannen in lijn stemmen met de verkiezingsuitslag. De meerderheidsopinie werd geschreven door rechter Elena Kagan. Rechter Clarence Thomas schreef een zienswijze, waarbij hij via een andere argumentatie tot dezelfde conclusie kwam. Sommige juristen hebben hun twijfels geuit over het vonnis. In de grondwet werd in gelijke bewoordingen gesproken over de benoeming van senatoren door de staatsparlementen, waarin duidelijk was dat staten niet konden afdwingen wat zij moesten stemmen.